# Ronnie Fernández
Ronnie Alan Fernández Sáez (* 30. Januar 2001 in Punta Arenas) ist ein chilenischer Fußballspieler. Der Stürmer ist seit 2022 Nationalspieler.

## Karriere

### Verein
Ronnie Fernández debütierte in der Clausura 2009 bei den Santiago Wanderers im Spiel gegen Universidad de Concepción. Es blieb sein einziges Spiel beim Aufstieg des Klubs in die Primera División. Auch in den Folgesaisons konnte sich Fernández nicht bei den Wanderers durchsetzen, so dass er ab 2012 in die Primera B zu Deportes Puerto Montt, Naval und Deportes Concepción ging. Nach seiner Rückkehr konnte Fernández erst als Einwechselspieler, dann als Stammspieler beim Klub aus Valparaíso überzeugen.
Im Juni 2016 wechselte Fernández zum kolumbianischen Klub Deportivo Cali, ging allerdings nach nur einem halben Jahr nach schwankenden Leistungen nach Bolivien zum Club Bolívar. Dort spielte Fernández eine starke Saison, so dass der saudische Klub al-Fayha FC den Offensivspieler verpflichtete. In Saudi-Arabien wurde er zu einem Leistungsträger der Mannschaft und Torschützenkönig der Saudi Professional League 2017/18. 2019 ging Fernández leihweise für sechs Monate zum Klub aus Dubai al-Nasr SC, bei dem Trainer Beñat San José unter Vertrag stand, den Fernández bereits aus seiner Zeit in Bolivien kannte.
Nach einer kurzen Rückkehr 2020 zu den Santiago Wanderers und einer weiteren Station in Saudi-Arabien bei al-Raed verstärkte Fernández Universidad de Chile. Im Januar 2023 gab er seinen Wechsel zum Club Bolívar bekannt.

### Nationalmannschaft
Ronnie Fernández gab sein Debüt für Chile im März 2022 bei der 0:4-Niederlage im Qualifikationsspiel für die Weltmeisterschaft 2022 gegen Brasilien, als er in der 61. Spielminute für Claudio Baeza eingewechselt wurde. Fünf Tage später wurde er bei der 0:2-Niederlage gegen Uruguay erneut eingewechselt.

## Erfolge
Club Bolívar
- Bolivianischer Meister: 2017-C

## Auszeichnungen
- Torschützenkönig der Saudi Professional League: 2017/18